# Germanium(II)-sulfid
Germanium(II)-sulfid ist eine anorganische chemische Verbindung des Germaniums aus der Gruppe der Sulfide.

## Gewinnung und Darstellung
Germanium(II)-sulfid kann durch Reaktion von Germanium(II)-chlorid, Germanium(IV)-oxid oder Germanium mit Schwefelwasserstoff gewonnen werden.
{\displaystyle {\ce {GeCl2 + H2S -> GeS + 2HCl}}}
{\displaystyle {\ce {GeO2 + H2S + H2 -> GeS + 2 H2O}}}

## Eigenschaften
Germanium(II)-sulfid ist ein schwarzgrauer bis rotbrauner, kristalliner Feststoff, der in Salzsäure löslich ist. Trockenes Germanium(II)-sulfid ist an der Luft haltbar. Mit Chlorwasserstoff-Gas reagiert es bereits bei Zimmertemperatur.
{\displaystyle {\ce {GeS + 2HCl -> GeCl2 + H2S}}}
Germanium(II)-sulfid ist ein Halbleiter und besitzt eine orthorhombische Kristallstruktur mit der Raumgruppe Pnma (Raumgruppen-Nr. 62) und den Gitterparametern a = 10,47 Å, b = 3,641 Å und c = 4,297 Å.